# Liste der Bodendenkmäler in Neustadt am Kulm
Auf dieser Seite sind die Bodendenkmäler in der Oberpfälzer Stadt Neustadt am Kulm zusammengestellt. Diese Tabelle ist eine Teilliste der Liste der Bodendenkmäler in Bayern. Grundlage ist die Bayerische Denkmalliste, die auf Basis des Bayerischen Denkmalschutzgesetzes vom 1. Oktober 1973 erstmals erstellt wurde und seither durch das Bayerische Landesamt für Denkmalpflege geführt wird. Die folgenden Angaben ersetzen nicht die rechtsverbindliche Auskunft der Denkmalschutzbehörde.

## Bodendenkmäler der Gemeinde Neustadt am Kulm

### Gemarkung Filchendorf
| Lage                   | Objekt | Akten-Nr.     | Bild |
| ---------------------- | --- | ------------- | ---- |
| Filchendorf (Standort) | Höhensiedlung der Frühbronzezeit, der Urnenfelderzeit und der Frühlatènezeit, frühgeschichtlicher Ringwall, mittelalterlicher Burgstall. | D-3-6137-0050 |      |
| Filchendorf (Standort) | Archäologische Befunde im Bereich des frühneuzeitlichen Schlosses von Filchendorf, zuvor mittelalterlicher Adelssitz.                    | D-3-6137-0081 |      |
| Filchendorf (Standort) | Vorgeschichtlicher Bestattungsplatz mit mindestens zwei Grabhügeln.                                                                      | D-3-6137-0162 |      |

### Gemarkung Mockersdorf
| Lage                   | Objekt | Akten-Nr.     | Bild |
| ---------------------- | --- | ------------- | ---- |
| Mockersdorf (Standort) | Mesolithische Freilandstation. | D-3-6136-0002 |      |
| Mockersdorf (Standort) | Archäologische Befunde und Funde des Mittelalters und der frühen Neuzeit im Bereich der Katholischen Pfarrkirche St. Michael in Mockersdorf, darunter die Spuren von Vorgängerbauten bzw. älteren Bauphasen. | D-3-6136-0004 |      |
| Mockersdorf (Standort) | Abgegangener Adelssitz bzw. Landsassengut Lämmershof. | D-3-6136-0009 |      |
| Mockersdorf (Standort) | Karolingerzeitliches Reihengräberfeld. | D-3-6137-0049 |      |

### Gemarkung Neustadt am Kulm
| Lage                        | Objekt | Akten-Nr.     | Bild |
| --------------------------- | --- | ------------- | ---- |
| Neustadt am Kulm (Standort) | Archäologische Befunde und Funde im Bereich der Evangelisch-Lutherischen Friedhofkirche in Neustadt am Kulm, darunter die Spuren eines Vorgängerbaus.                                                                   | D-3-6136-0003 |      |
| Neustadt am Kulm (Standort) | Mittelalterliche Wüstung. | D-3-6137-0054 |      |
| Neustadt am Kulm (Standort) | Mittelalterliche Wüstung Haag mit verebnetem Burgstall. | D-3-6137-0076 |      |
| Neustadt am Kulm (Standort) | Mittelalterlicher Burgstall. | D-3-6137-0077 |      |
| Neustadt am Kulm (Standort) | Archäologische Befunde und Funde des Mittelalters und der frühen Neuzeit im historischen Stadtkern von Neustadt am Kulm.                                                                                                | D-3-6137-0078 |      |
| Neustadt am Kulm (Standort) | Archäologische Befunde und Funde des Mittelalters und der frühen Neuzeit im Bereich der Evangelisch-Lutherischen Stadtpfarrkirche von Neustadt am Kulm, darunter die Spuren von Vorgängerbauten bzw. älteren Bauphasen. | D-3-6137-0079 |      |
| Neustadt am Kulm (Standort) | Untertägige Bestandteile der spätmittelalterlichen Stadtbefestigung von Neustadt am Kulm mit Mauer und vorgelegtem Graben, darunter auch die archäologischen Spuren der drei abgebrochenen Tore und mehrerer Türme.     | D-3-6137-0080 |      |
| Neustadt am Kulm (Standort) | Siedlung vor- und frühgeschichtlicher Zeitstellung. | D-3-6137-0164 |      |